# Notícias 24
Notícias 24 é um noticiário televisivo português da TVI24 exibido todos os dias por 8 horas, onde a informação é atualizada. O tempo de execução do programa pode ser estendido durante os eventos de notícias de última hora, desde que não haja programas de notícias ao vivo diretamente após uma de suas edições. Durante a semana, o programa vai ao ar das 10h às 13h, das 14h30 às 18h10, das 19h às 20h e das 21h às 21h30. Nos finais de semana o Notícias 24 vai ao ar em vários horários, mas principalmente das 9h às 10h30, das 11h às 13h e das 16h às 20h. O Noticias 24 é atualmente a "marca" padrão para programação noticiário da TVI24. Ele estreou em 9 de janeiro de 2012, substituindo TVI Jornal, Diário da Tarde, Edição das 7, Diário da Tarde e Jornal do Dia.
O Jornal é um resumo noticioso do que está a acontecer no país e no mundo.

## Referencias
1. ↑  «Guia TV | TVI24». tvi24.iol.pt. Consultado em 13 de maio de 2019